# Oedostethus
Oedostethus (лат.) — род щелкунов из подсемейства Negastriinae.

## Описание
Щелкуны мелких размеров с удлинённым телом. Лобный киль сплошной, килевидная область узкая. Усики у самок и самцов пиловидные или почти чётковижные начиная с четвёртого сегмента. Швы переднегруди изогнуты наружу, простые, спереди замкнутые. Бедренные покрышки задних тазиков сужаются по направлению наружу резко неравномерно. Все сегменты лапок без лопастинок.

## Экология
Обитают преимущественно на поймах, на гольцах и в тундре. Проволочники живут в речных наносах, в лесной подстилке; на гольцах в самом верхнем слое почвы, под мхами и лишайниками. В местах достаточно увлажнённых могут встречаться в почвах пахотных угодий.

## Систематика
В составе рода:
- вид: Oedostethus novaki (Binaghi, 1935)
- вид: Oedostethus quadripustulatus (Fabricius, 1792)
- вид: Oedostethus similarius Dolin & Medvedev, 2002
- вид: Oedostethus tenuicornis (Germar, 1824)